# Kærlighed og 20.000 andre ting
Kærlighed og 20.000 andre ting er en amerikansk stumfilm fra 1920 af Jack Nelson.

## Medvirkende
- Douglas MacLean som James Stewart Lee
- Doris May som Alicia
- Frank Currier
- Leo White som Henri
- Kathleen Key som Gloria
- Elinor Hancock som Mrs. Radcliffe
- William Courtright som Gregg
- Frank Clark som Tubbs
- Aggie Herring som Mrs. Perkins
- Wallace Beery som François Dupont